# Koherencjonizm
Koherencjonizm albo koherentyzm – stanowisko epistemologiczne dotyczące sposobów uzasadniania sądów, zdań czy przekonań składających się na wiedzę. Koherencjonizm przyjmuje, że dany pogląd jest uzasadniony, jeśli jest w zgodzie (koherencji) z ogółem poglądów. Żadne z poglądów nie są przy tym uprzywilejowane i uzasadniane w inny, bezpośredni sposób.
Koherencjonizm jest stanowiskiem przeciwstawnym do fundacjonalizmu, który przyjmuje, że istnieją pewne zdania czy poglądy bazowe, uzasadniane bezpośrednio, z których wynikają następnie inne zdania czy sądy. Według koherencjonistów, uzasadnianie dotyczy wiedzy w ogólności (holizm) lub zespołów zdań, sądów czy poglądów.
Jednym z zasadniczych problemów teorii koherencjonistycznych jest problem relacji danych empirycznych do zdań czy sądów. Kohererencja może dotyczyć jedynie obiektów tego samego typu (a więc zdań, sądów czy przekonań). Tymczasem, w procesie uzasadniania dużą rolę odgrywają również np. wrażenia zmysłowe.